# Билибино (Вологодская область)
Билибино — упразднённая деревня в Вологодском районе Вологодской области.
Входила в состав Новленского сельского поселения (с 1 января 2006 года по 8 апреля 2009 года входила в Березниковское сельское поселение), с точки зрения административно-территориального деления — в Березниковский сельсовет.
Расстояние до районного центра Вологды по автодороге — 99 км, до центра муниципального образования Новленского по прямой — 18 км. Ближайшие населённые пункты — Воронино, Бобровское, Меньшовское, Минино, Кобелево, Погост Еленга.
По данным переписи в 2002 году постоянного населения не было.
9 января 2021 года упразднена.